# Мустафин, Камиль Сабирович
Камиль Сабирович Мустафин (1921—1998, Казань) — советский и российский физик, специалист по голографии и спектроскопии

## Биография
К. С. Мустафин поступил на физико-математический факультет Узбекского государственного университета до войны. После демобилизации, вернувшись из армии лейтенантом, К. С. Мустафин продолжил образование в том же университете и окончил его в 1949 году.
В 1950 году К. С. Мустафин прошёл по конкурсу на преподавательскую должность в Таджикском университете в Сталинабаде. В связи с острой нехваткой преподавателей, он сразу был назначен заведующим кафедрой физики. В этой должности К. С. Мустафин проработал шесть лет.
В 1956 году К. С. Мустафин поступил в аспирантуру того же университета. Он был прикомандирован для обучения в ЛГУ, где занимался исследованиями газового разряда в инертных газах при средних давлениях спектроскопическими и зондовыми методами. Номинально его научным руководителем был Сергей Эдуардович Фриш, а фактически Юрий Максимович Каган.
Сделав хорошую работу и защитив кандидатскую диссертацию, в 1961 году К. С. Мустафин вернулся в Таджикский университет, где стал заведовать организованной им на базе соответствующей специализации по кафедре физики новой кафедрой оптики и спектроскопии. При кафедре он организовал лабораторию газового разряда.
В 1963 году, по семейным причинам, К. С. Мустафин переехал в Казань и стал работать в созданном незадолго до того казанском филиале ГОИ, впоследствии выделившемся в самостоятельный Государственный институт прикладной оптики  (НПО КИПО). Первоначально он руководил и вёл там работы связанные с разработкой газовых лазеров. В 1966 году К. С. Мустафин стал заниматься там новой тематикой — голографией — под общим руководством Ю. Н. Денисюка. За работы в этой области в 1979 году К. С. Мустафину была присвоена научная степень доктора технических наук.
В 1977 году он организовал в ГИПО отдел голографии, которым руководил до 1990 года.
Скончался К. С. Мустафин в 1998 году.

## Происхождение и семья
Со стороны матери Камиль Мустафин является внуком депутата Государственной Думы Российской империи Хабибрахмана Ахметситдиковича Масагутова (1862—1921).
К. С. Мустафин был женат два раза:
- Фирдаус Насибовна Мустафина (до 1963 года) [10]
- Людмила Таировна Мустафина, специалист по голографии, кандидат технических наук, автор (соавтор) 20 изобретений и более 80 научных публикаций, в том числе монографии. С 2001 года работает директором ООО «Муссон», изготовляющего голографические сувениры и голографические наклейки, затрудняющие подделку документов[11].

Двое сыновей от второго брака:
- Марат по данным на конец 2006 года работал в сфере строительства в Казани, на данный момент возглавляет фирму мамы — Мустафиной Людмилы Таировны ООО «Муссон»[11]
- Тимур, физик по образованию, работал звукорежиссёром в Москве[11].

## Награды, премии, почётные звания
- Заслуженный деятель науки и техники Татарской АССР (1980 год[4].
- Государственная премия Республики Татарстан в области науки и техники (1998 год, посмертно)[4][12].

## Публикации
- Захарова B.M., Каган Ю.М., Мустафин К.С. ??? // ЖТФ. — 1960. — Т. 30. — С. 44.
- Захарова B.M., Каган Ю.М., Мустафин К.С., Перель В.И. О зондовых измерениях при средних давлениях // ЖТФ. — 1960. — Т. 30, вып. 4. — С. 442—449.
- Каган Ю.М., Мустафин К.С. О функции распределения электронов по скоростям в положительном столбе разряда среднего давления // ЖТФ. — 1960. — Т. 30, вып. 8. — С. 938—947.
- Афанасьева В.Л., Лукин А.В., Мустафин К.С. Определение функции распределения электронов по скоростям в разряде с полым катодом в смеси гелия и неона // ЖТФ. — 1966. — Т. 36, вып. 3. — С. 526–532.
- Мустафин К.С., Селезнев В.А., Штырков Е.И. Стимулированное излучение в области отрицательного свечения тлеющего разряда // Оптика и спектроскопия. — 1966. — Т. 21. — С. 780–781.
- Афанасьева В.Л., Лукин А.В., Мустафин К.С. Распределение электронов по энергиям в смеси неон-водород в разряде полого катода // ЖТФ. — 1967. — Т. 37, вып. 2. — С. 327–329.
- Мустафин К.С., Селезнев В.А., Штырков Е.И. Применение голографии для исследования распределения температурного поля пламени // Оптика и спектроскопия. — 1967. — Т. 22. — С. 319–321.
- Мустафин К.С., Селезнев В.А., Штырков Е.И. Голографические методы получения интерферограмм оптических неоднородностей прозрачных объектов // Промышленная высокоскоростная фотография и кинематография. — Москва: ДНТП, 1967.
- Мустафин К.С., Селезнев В.А., Штырков Е.И. О голографировании движущихся объектов в проходящем свете // Промышленная высокоскоростная фотография и кинематография. — Москва: ДНТП, 1967.
- Мустафин К.С., Селезнев В.А., Штырков Е.И. Получение интерферограмм в полосах конечной ширины любой ориентации методом голографии // труды ВВИОЛКА "Исследование пространственных газодинамических течений на основе оптических методов". — 1969. — Вып. 1233. — С. 151—155.
- Мустафин К.С., Селезнев В.А. Методы повышения чувствительности голографической интерферометрии // УФН. — 1970. — Т. 101. — С. 340–341.
- Буйнов Г.Н., Лукин A.B., Мустафин К.С. Функция рассеяния и качество изображения в голографии // Оптика и спектроскопия. — 1970. — Т. 28, вып. 4. — С. 762—765.
- Буйнов Г.Н., Лукин А.В., Мустафин К.С. Влияние пространственной когерентности на характеристики голограмм // Оптика и спектроскопия. — 1970. — Т. 28, вып. 5. — С. 1018—1021.
- Мустафин К.С., Селезнев В.А., Штырков Е.И. Использование нелинейных свойств фотоэмульсии для повышения чувствительности голографической интерферометрии // Оптика и спектроскопия. — 1970. — Т. 28, вып. 6. — С. 1186—1189.
- Белозеров А.Ф., Мустафин К.С., Садыкова А.И., Федосов В.А., Яковлев В.А., Яничкин В.И., Штырков Е.И. Повышение чувствительности теневого и интерференционного методов при исследовании газового потока низкой плотности // Оптика и спектроскопия. — 1970. — Т. 29, вып. 2. — С. 384—389.
- Буйнов Г.Н., Лукин А.В., Мустафин К.С. Голографический интерферометр с волоконным световодом // Оптико-механическая промышленность. — 1970. — № 10. — С. 70.
- Буйнов Г.Н., Лукин А.В., Мустафин К.С. Простой метод измерения функции рассеяния оптической системы // Журнал научной и прикладной фотографии и кинематографии. — 1971. — Т. 16, вып. 1. — С. 46—48.
- Бейнарович Л.Н., Ларионов Н.П., Лукин A.B., Мустафин К.С. Получение высококачественных копий голограмм // Оптика и спектроскопия. — 1971. — Т. 30, вып. 2. — С. 39—47.
- Буйнов Г.Н., Ларионов Н.П., Лукин А.В., Мустафин К.С., Рафиков Р.А. Голографический интерференционный контроль асферических поверхностей // Оптико-механическая промышленность. — 1971. — № 4. — С. 6–11.
- Буйнов Г.Н., Лукин А.В., Мустафин К.С. Об использовании нелинейных эффектов голограммы, применяемых в качестве оптических элементов // Оптическая голография. — Л.: Ленинградский дом научно-технической пропаганды, 1972.
- Ларионов Н.П., Лукин A.B., Мустафин К.С. Искусственная голограмма как оптический компенсатор // Оптика и спектроскопия. — 1972. — Т. 32, вып. 2. — С. 396—399.
- Ларионов Н.П., Лукин A.B., Мустафин К.С. Голографический контроль формы неполированных поверхностей // Оптико-механическая промышленность. — 1972. — № 3. — С. 35—38.
- Ларионов Н.П., Лукин A.B., Мустафин К.С, Садыкова А.И. Проблемы голографии. — М., 1973. — Вып. 1. — С. 76—79.
- Буйнов Г.Н., Гизатуллин Р.К., Мустафин К.С. Исследование влияния аберраций голограммы на качество изображения // Оптика и спектроскопия. — 1973. — Т. 34, вып. 4.
- Буйнов Г.Н., Мустафин К.С. Исследование возможности применения одноосевых голограмм для мультиплицирования изображений // Оптика и спектроскопия. — 1973. — Т. 34, вып. 5.
- Ларионов Н.П., Лукин A.B., Мустафин К.С. О нерассеянной составляющей лазерного излучения, прошедшего через шероховатую поверхность // Оптика и спектроскопия. — 1973. — Т. 35. — С. 907—905.
- Мустафин К.С. Аберрация тонких голограмм, изготовленных на сферической подложке // Оптика и спектроскопия. — 1973. — Т. 35, вып. 6.
- Ларионов Н.П., Лукин A.B., Мустафин К.С. Голографический контроль шлифованных поверхностей в отраженном свете // Оптико-механическая промышленность. — 1973. — № 1. — С. 66—71.
- Лукин A.B., Мустафин К.С., Рафиков P.A. Контроль профиля асферических поверхностей с помощью одномерных искусственных голограмм // Оптико-механическая промышленность. — 1973. — № 6. — С. 67—70.
- Буйнов Г.Н, Лукин A.B., Мустафин К.С. Об использовании высших порядков дифракции в голограммах, применяемых в качестве оптических элементов // Оптика и спектроскопия. — 1974. — Т. 37. — С. 175—179.
- Мустафин К.С. Голография и оптическое приборостроение // Современное состояние и перспективы развития голографии : Сб. — Л.: Наука, 1974. — С. 163—178.
- Аверьянова Г.И., Ларионов Н.П., Лукин А.В., Мустафин К.С., Рафиков Р.А. Контроль больших асферических поверхностей с помощью круговых искусственных голограмм // Оптико-механическая промышленность. — 1975. — № 6. — С. 60—63.
- Лукин A.B., Мустафин К.С., Рафиков P.A. Получение интерферограмм радиального сдвига // Оптика и спектроскопия. — 1975. — Т. 38, вып. 2. — С. 31—35.
- Буйнов Г.Н., Мустафин К.C. Компенсация сферической аберрации голограммных линз при коротковолновом сдвиге восстанавливающего излучения // Оптика и спектроскопия. — 1976. — Т. 41. — С. 157.
- Мустафин К.С., Селезнев В.А., Штырков Е.И. Использование нелинейных свойств фотоэмульсии для повышения чувствительности голографической интерферометрии // Оптика и спектроскопия. — 1976. — С. 1186—1189.
- Мустафин К.С. Аберрационные характеристики голографических дифракционных решеток // Оптическая голография и её применения : Сб. — Л.: Наука, 1977.
- Лукин A.B., Мустафин К.С. Топографические методы контроля асферических поверхностей (обзор) // Оптико-механическая промышленность. — 1979. — № 4. — С. 53—59.
- Мустафин К. С., Саттаров Ф. А. Об аберрациях осевой голограммы на сферической подложке с вынесенным зрачком // Оптика и спектроскопия. — 1979. — Т. 47, вып. 6. — С. 1204—1206.
- Мохунь И.И., Мустафин К.С., Протасевич В.И. Оптическая реализация масштабно-инвариантного преобразования // Автометрия. — 1979. — № 1. — С. 121—124.
- Карлин О.Г., Куке В.Г., Липовецкий Л.Е., Лукин A.B., Мустафин К.С., Хабиров А.З., Хуснутдинов А.Г. Изготовление и контроль асферической оптики. — М.: ЦНИИ информации, 1980. — С. 272—276.
- Ларионов Н.П., Лукин А.В., Мустафин К.С., Рафиков Р.А. Применение синтезированных голограмм в оптической технологии. // Сборник трудов 4-й Всесоюзной конференции по голографии. — Ереван, 1982. — Т. 2. — С. 141—145.
- Городецкий А.А., Ларионов Н.П., Лукин А.В., Мустафин К.С. Голографический контроль выпуклых поверхностей на основе обращения волнового фронта // Оптико-механическая промышленность. — 1983. — № 12. — С. 53—54.
- Городецкий A.A., Лукин A.B., Мустафин К.С., Рафиков P.A. Голограммное устройство для контроля центрировки линз // Оптико-механическая промышленность. — 1987. — № 8. — С. 37—39.